# Pokrajinski štab za teritorialno obrambo Južnoprimorske
Pokrajinski štab za teritorialno obrambo Južnoprimorske je bil pokrajinski štab Teritorialne obrambe Republike Slovenije.

## Zgodovina
Štab je bil ustanovljen 25. decembra 1979 z Odredbo poveljnika Teritorialne obrambe o ustanovitvi pokrajinskih in mestnega štaba št. SZ 61/163-79, katero je izdal takratni poveljnik TO Slovenije generalmajor Branko Jerkič.
Nadzoroval je delo naslednjih občinskih štabov: Koper, Izola, Piran in Sežana.
PŠTO je bil ukinjen konec septembra 1990 z reorganizacijo takratne TO RS in MSNZ.